# Curvularia andropogonis
Curvularia andropogonis är en svampart som först beskrevs av Albrecht Wilhelm Philipp Zimmermann, och fick sitt nu gällande namn av Karel Bernard Boedijn 1933. Curvularia andropogonis ingår i släktet Curvularia och familjen Pleosporaceae.   Inga underarter finns listade i Catalogue of Life.